# 5716-os mellékút (Magyarország)
Az 5716-os mellékút egy majdnem pontosan 5,5 kilométeres hosszúságú, négy számjegyű mellékút Baranya vármegye területén; Pécset köti össze Pécsudvarddal. Teljes hosszában nagyjából párhuzamosan húzódik az M60-as autópályával, attól pár száz méterrel délebbre.

## Nyomvonala
Pécs és Pogány határvonalán indul, az 58-as főútból kiágazva, kevéssel annak a 7. kilométere előtt, alig 3-400 méterre délre a főút és az M60-as autópálya Drávaszabolcs–Harkány–Pécs-csomópontjától, keleti irányban. Ugyanott ágazik ki a főútból az ellenkező irányban az 5826-os út is, mely teljes hosszában Pécs határai között marad, a megyeszékhely egyik tehermentesítő-elkerülő útjaként.
Első mintegy másfél kilométeres szakaszán Pécs és Pogány határvonalát kíséri, majd elhalad a két előbbi település és Pécsudvard hármashatára mellett, onnantól ez utóbbi területén folytatódik. 2,6 kilométer után éri el a község belterületét, ahol a Pápai út nevet veszi fel. 3,2 kilométer után keresztezi a Pécs–Mohács-vasútvonal vágányait, majd kiágazik belőle dél felé az 57 125-ös számú mellékút, mely a vasút Pécsudvard megállóhelyére vezet, ugyanott ki is lép a lakott területről.
4,3 kilométer után egy körforgalmú csomópontja következik, amely körforgalomba észak felől az 57 601-es számú mellékút csatlakozik bele; ez tulajdonképpen az 578-as főút folytatása és az autópálya Pécs-Kelet nevű csomópontját szolgálja ki. A körforgalom után az út átszeli Kozármisleny határát, de lakott területeket ott már nem érint. Nem sokkal ezután véget is ér, beletorkollva az 5711-es útba, annak a 4+600-as kilométerszelvénye közelében.
Teljes hossza, az országos közutak térképes nyilvántartását szolgáló kira.kozut.hu adatbázisa szerint 5,474 kilométer.

## Települések az út mentén
- (Pécs)
- (Pogány)
- Pécsudvard
- (Kozármisleny)